# Laval-Morency
Laval-Morency és un municipi francès situat al departament de les Ardenes i a la regió del Gran Est. L'any 2007 tenia 243 habitants.

## Demografia

### Població
El 2007 la població de fet de Laval-Morency era de 243 persones. Hi havia 92 famílies de les quals 16 eren unipersonals (8 homes vivint sols i 8 dones vivint soles), 28 parelles sense fills, 36 parelles amb fills i 12 famílies monoparentals amb fills.
La població ha evolucionat segons el següent gràfic:
Habitants censats

### Habitatges
El 2007 hi havia 102 habitatges, 91 eren l'habitatge principal de la família, 4 eren segones residències i 7 estaven desocupats. 99 eren cases i 3 eren apartaments. Dels 91 habitatges principals, 86 estaven ocupats pels seus propietaris, 4 estaven llogats i ocupats pels llogaters i 1 estava cedit a títol gratuït; 1 tenia dues cambres, 8 en tenien tres, 24 en tenien quatre i 58 en tenien cinc o més. 75 habitatges disposaven pel capbaix d'una plaça de pàrquing. A 40 habitatges hi havia un automòbil i a 40 n'hi havia dos o més.

### Piràmide de població
La piràmide de població per edats i sexe el 2009 era:
| Homes | Edats   | Dones |
| ----- | ------- | ----- |
| 0     | 95 o +  | 0     |
| 0     | 90 a 94 | 0     |
| 0     | 85 a 89 | 8     |
| 0     | 80 a 84 | 0     |
| 8     | 75 a 79 | 4     |
| 0     | 70 a 74 | 4     |
| 8     | 65 a 69 | 16    |
| 4     | 60 a 64 | 0     |
| 4     | 55 a 59 | 4     |
| 0     | 50 a 54 | 0     |
| 8     | 45 a 49 | 12    |
| 8     | 40 a 44 | 8     |
| 12    | 35 a 39 | 4     |
| 12    | 30 a 34 | 12    |
| 8     | 25 a 29 | 4     |
| 8     | 20 a 24 | 4     |
| 4     | 15 a 19 | 4     |
| 4     | 10 a 14 | 4     |
| 12    | 5 a 9   | 8     |
| 0     | 0 a 4   | 8     |

## Economia
El 2007 la població en edat de treballar era de 151 persones, 105 eren actives i 46 eren inactives. De les 105 persones actives 94 estaven ocupades (49 homes i 45 dones) i 11 estaven aturades (7 homes i 4 dones). De les 46 persones inactives 11 estaven jubilades, 12 estaven estudiant i 23 estaven classificades com a «altres inactius».

### Ingressos
El 2009 a Laval-Morency hi havia 92 unitats fiscals que integraven 239,5 persones, la mediana anual d'ingressos fiscals per persona era de 14.507 €.

### Activitats econòmiques
Dels 8 establiments que hi havia el 2007, 1 era d'una empresa alimentària, 4 d'empreses de construcció, 2 d'empreses de comerç i reparació d'automòbils i 1 d'una empresa de transport.
Dels 4 establiments de servei als particulars que hi havia el 2009, 2 eren paletes, 1 guixaire pintor i 1 fusteria.
L'únic establiment comercial que hi havia el 2009 era una fleca.
L'any 2000 a Laval-Morency hi havia 7 explotacions agrícoles.

## Poblacions més properes
El següent diagrama mostra les poblacions més properes.